# Korobczyne (obwód kirowohradzki)
Korobczyne (ukr. Коробчине) – wieś na Ukrainie, w obwodzie kirowohradzkim, w rejonie nowoukraińskim, w hromadzie Nowomyrhorod. W 2001 liczyła 1034 mieszkańców, spośród których 1008 wskazało jako ojczysty język ukraiński, 20 rosyjski, 4 mołdawski, 1 białoruski, a 1 inny.